# Gigantopora spiculifera
Gigantopora spiculifera är en mossdjursart som beskrevs av Canu och Bassler 1927. Gigantopora spiculifera ingår i släktet Gigantopora och familjen Gigantoporidae. Inga underarter finns listade i Catalogue of Life.